# Kerstin Strömberg
Kerstin Maria Strömberg, född Sundbaum, 15 maj 1881 i Luleå, död 15 oktober 1929, var en svensk pianist och pianopedagog.

## Biografi
Strömberg var elev vid Stockholms musikkonservatorium 1897–1903 och studerade för Hilda Thegerström, Lennart Lundberg, Joseph Dente och Ernst Ellberg. Hon studerade även i Berlin för Ignaz Friedmann. Hon var lärare vid konservatoriet 1906–29 och drev en egen pianoskola från 1924. 
Kerstin Strömberg gifte sig 1905 med operasångaren Frithiof Strömberg.
Strömberg invaldes som associé nr 147 av Kungliga Musikaliska Akademien 1921 och som ledamot 592 den 29 oktober 1928.